# La Légende de la Vallée endormie
Pour plus de détails, voir Fiche technique et Distribution.
La Légende de la Vallée endormie (The Legend of Sleepy Hollow) est un moyen métrage d'animation et une des deux séquences du film Le Crapaud et le Maître d'école (1949) des studios Disney.
Inspirée de La Légende de Sleepy Hollow de Washington Irving (1820), La Légende de la Vallée endormie raconte l'histoire d'Ichabod Crane qui, un jour d'automne, est nommé instituteur dans le village de Sleepy Hollow. Arrivé sur les lieux, il rencontre la plus belle jeune femme du village, Katrina Van Tassel, fille d'un riche propriétaire terrien, dont il tombe immédiatement amoureux. Il réussit à écarter Katrina de Brom Bones, la brute de la bourgade qui aime lui aussi la séduire. Furieux, Brom Bones décide pour se venger de raconter aux villageois l'effrayante légende du Cavalier sans tête lors de la soirée d'Halloween organisée par le père de Katrina. Mais après la fête, Ichabod doit rentrer seul chez lui, en pleine nuit, en passant par la forêt et il va être confronté au cavalier sans tête.

## Synopsis
En 1790, Ichabod Crane arrive à Sleepy Hollow, un petit village près de Tarrytown, dans l'État de New York, pour devenir le nouveau maître d'école. En raison de son apparence étrange et de ses manières efféminées, Ichabod est constamment victime de la brute locale, Brom Bones, mais il noue de bonnes relations avec ses élèves et les femmes du village. Ichabod rencontre et tombe amoureux de Katrina, la fille du plus riche fermier de la ville, Baltus Van Tassel, et fiancée officieuse de Brom. Bien qu'obsédé par la beauté de Katrina, Ichabod désire avant tout s'accaparer l'argent de sa famille. Brom, qui n'a jamais été défié auparavant, se met à rivaliser avec le maître d'école de manière déloyale et farouche, mais Ichabod séduit Katrina à chaque occasion. Intriguée par cela, Katrina utilise Ichabod pour taquiner Brom, le rendant jaloux et furieux.
À Halloween, Ichabod et Brom sont invités à la fête annuelle chez Van Tassel. Lors de la fête, Brom tente désespérément de séparer Ichabod et Katrina, mais toutes ses tentatives échouent. Pendant le dîner, Brom découvre qu'Ichabod est extrêmement superstitieux et décide de l'effrayer avec l'histoire du Cavalier sans tête. Brom raconte que le Cavalier sans tête parcourt les bois chaque année à Halloween, à la recherche d'une tête vivante pour remplacer celle qu'il a perdue, et que le seul moyen de lui échapper est de traverser un pont couvert, après quoi il disparaîtra. Katrina et tous les invités trouvent l'histoire amusante, mais Ichabod est terrifié.

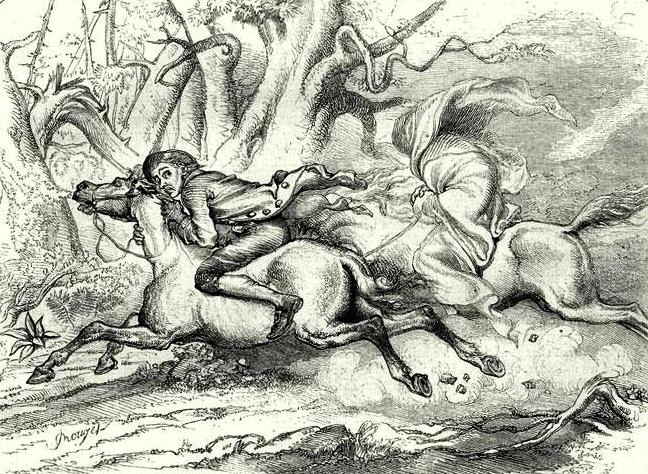
La Légende de Sleepy Hollow. Ichabod Crane poursuivi par le cavalier sans tête, par F.O.C. Darley, 1849.

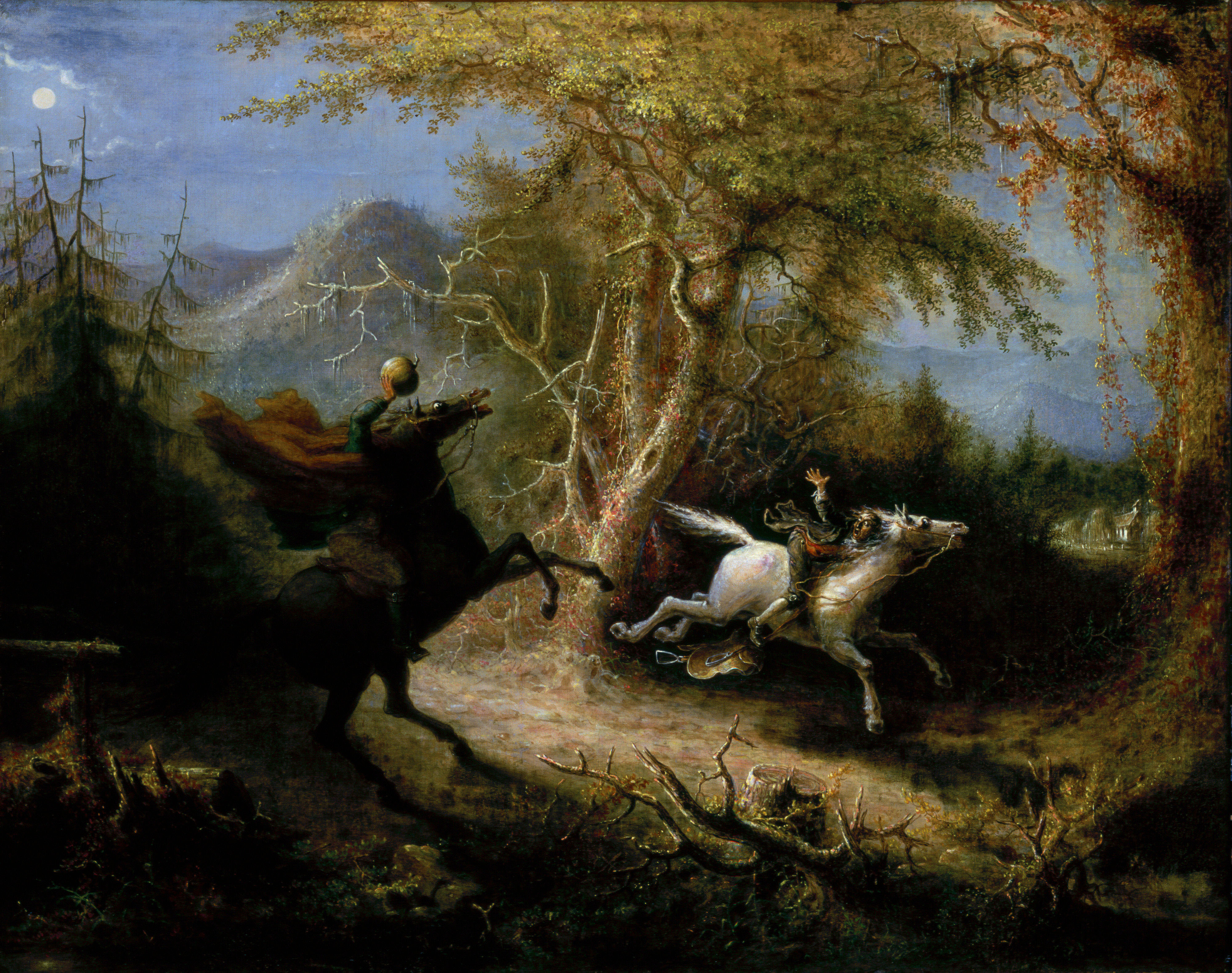
John Quidor, Le Cavalier sans tête poursuivant Ichabod Crane, huile sur toile, 1858.

Ce soir-là, en rentrant chez lui après la fête, Ichabod est effrayé par le moindre bruit. Son imagination prend le dessus et accentue sa peur et son anxiété lorsqu'il traverse le Creux, où, selon la rumeur, le Cavalier sans tête apparaît. En traversant le vieux cimetière européen, Ichabod croit entendre le bruit d'un cheval inconnu galopant vers lui, mais découvre que ce bruit est produit par des quenouilles voisines heurtant une bûche. Lui et son cheval de labour, le vieux Gunpowder fatigué, se mettent à rire, mais leur rire est interrompu par l'apparition du véritable Cavalier sans tête, monté sur un cheval noir flamboyant, portant une citrouille-lanterne et une épée. Ichabod et Gunpowder s'enfuient, le Cavalier sans tête à leurs trousses ; Poursuivi à travers la forêt et presque décapité, Ichabod, se souvenant du conseil de Brom, tente de traverser le pont, mais finit par se retourner vers le Cavalier sans tête, où il est horrifié de constater que celui-ci n'a vraiment pas de tête. Il finit par traverser le pont couvert pour arrêter la poursuite du fantôme. Alors qu'il se retourne, le Cavalier sans tête s'arrête et lance la citrouille-lanterne, qui le frappe avec fracas.
Le lendemain matin, le chapeau d'Ichabod et la citrouille brisée furent retrouvés près du pont. Il ne restait aucune trace du maître d'école. Quelque temps plus tard, Brom épousa Katrina. Des rumeurs persistaient selon lesquelles Ichabod aurait survécu et épousé une riche veuve d'un comté lointain. Les colons hollandais refusèrent de croire à de telles absurdités, car ils savaient qu'Ichabod avait été enlevé par le Cavalier sans tête.
Le film se termine avec la dernière image du Cavalier sans tête riant méchamment en triomphe sur son cheval, puis devenant une figure du livre se fermant et retournant sur l'étagère, tandis que la caméra s'éloigne des étagères de la bibliothèque et montre les lumières qui s'éteignent soudainement.

## Fiche technique
- Titre original : The Legend of Sleepy Hollow
- Titres francophones : La Légende de la Vallée endormie
- Réalisation : Clyde Geronimi, James Algar et Jack Kinney
- Scénario : Winston Hibler, Erdman Penner et Joe Rinaldi d'après Washington Irving (Sleepy Hollow, la légende du cavalier sans tête)
- Conception graphique :
  - Couleurs et stylisme : Claude Coats, Don Da Gradi, Mary Blair et John Hench
  - Cadrage (Layout) : Charles Philippi, Al Zinnen, Tom Codrick, Hugh Hennesy, Thor Putnam et Lance Nolley
  - Décors : Ray Huffine, Art Riley, Merle Cox, Brice Mack et Dick Anthony
- Animation :
  - Supervision : Frank Thomas, Ollie Johnston, John Lounsbery, Wolfgang Reitherman, Milt Kahl et Ward Kimball
  - Animation des personnages : Fred Moore, Harvey Toombs, John Sibley, Hal King, Marc Davis, Hugh Fraser, Hal Ambro et Don Lusk
  - Effets spéciaux : George Rowley et Jack Boyd
- Procédé technique : Ub Iwerks
- Son : C. O. Slyfield (supervision), Robert O. Cook (enregistrement)
- Montage : John O. Young (film), Al Teeter (musique)
- Musique :
  - Compositeur : Oliver Wallace
  - Arrangements vocaux : Ken Darby
  - Chansons[1] : Gene de Paul et Don Raye (Ichabod, Katrina, The Headless Horseman)
  - Orchestrations : Joseph Dubin
- Producteur délégué : Ben Sharpsteen
- Production : Walt Disney Productions
- Distribution : RKO Radio Pictures
- Format : Couleurs - 1,37:1 - Mono (RCA Sound System)
- Durée : 34 minutes
- Dates de sortie : États-Unis : 5 octobre 1949

Sauf mention contraire, les informations proviennent de : Leonard Maltin, John Grant, Jerry Beck

## Distribution

### Voix originales
- Bing Crosby : Narrateur[5]

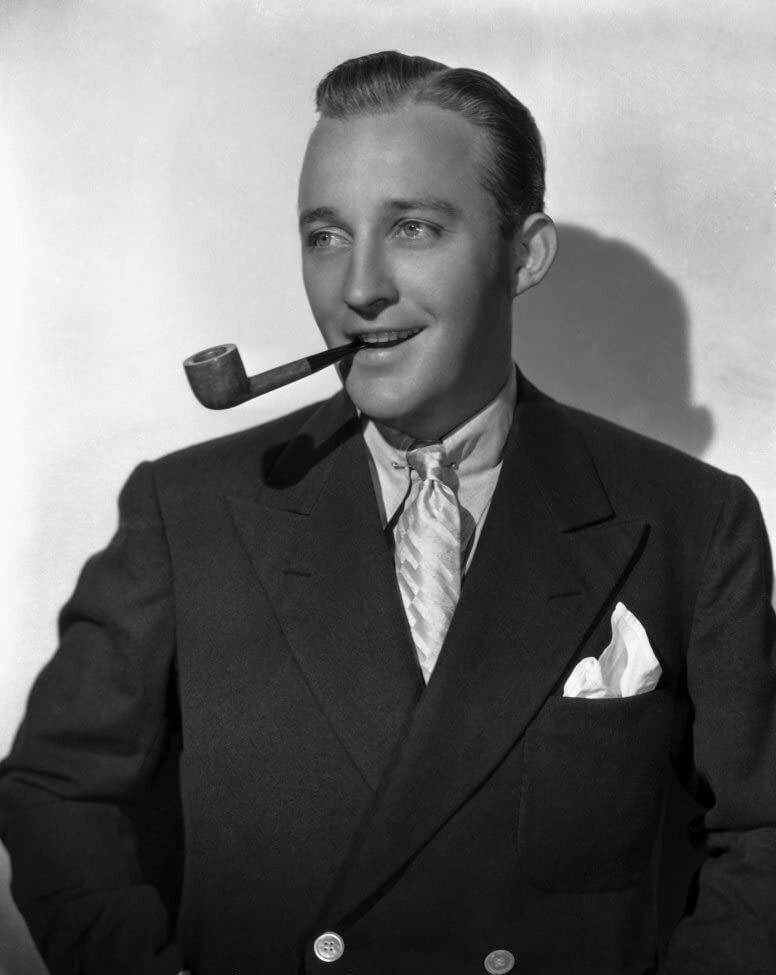
Bing Crosby vers 1940.

- The Rhythmaires : Voix additionnelles

### Voix française
- Daniel Beretta : Narrateur (version intégrale)

## Adaptations et réutilisations
La séquence de La Légende de la Vallée endormie a été diffusée :
- à la télévision dans l'émission Walt Disney Presents sur ABC le 26 octobre 1955[6].
- au cinéma seul le 26 novembre 1958[6].

Le film a été édité en vidéo aux États-Unis en 1982 et 1990. En 1985, la séquence La Légende de la Vallée endormie a été intégrée à une vidéocassette japonaise intitulée Bakemono no hanashi (Histoires qui font peur) contenant aussi Les Revenants solitaires (1937), Donald et le Gorille (1944), Donald et la Sorcière (1952) et des extraits de La Danse macabre (1929) comme interludes, afin de promouvoir l'attraction Cinderella Castle Mystery Tour de Tokyo Disneyland.